# J.F. Böttger
Johan Friedrich Böttger (født 1682 i Schleiz, død 1719) var opfinderen af det europæiske porcelæn.
Hans fader var møntmester. 16 år gammel kom han i apotekerlære i Berlin. Han kastede sig som så mange af hans samtidige over studiet af alkymien. Der gik hurtigt ry af hans evner, og kurfyrsten August den Stærke, der var i stor pengetrang, lod ham under militær bevogtning føre til Dresden, hvor han i et laboratorium på slottet skulle udøve sin hemmelige kunst til fordel for majestæten.
Under sine studier opfandt Böttger det første (røde) porcelæn i 1709. Nok ved et tilfælde fik han adgang til porcelænets vigtigste bestanddel, kaolin, men det var hans genialitet at forstå dets betydning og benytte det, samt at han senere opfandt glasuren og hele fabrikationsmetoden med den vanskelige brænding. Efter opfindelsen af porcelænet indrettede kurfyrsten i 1710 en fabrik i sit slot Albrechtsburg i Meissen. Det røde (böttgerske) porcelæn var en art stentøj, der dels slibes og poleres, dels glaseres og dekoreres med emaljer, guld etc., men allerede i 1713 frembragte Böttger det ægte, hvide gennemsigtige porcelæn, og han blev nu udnævnt til direktør (men stadig som fange) for den første europæiske porcelænsfabrik, hvor han forblev til sin død.